# Henrik I av Schlesien

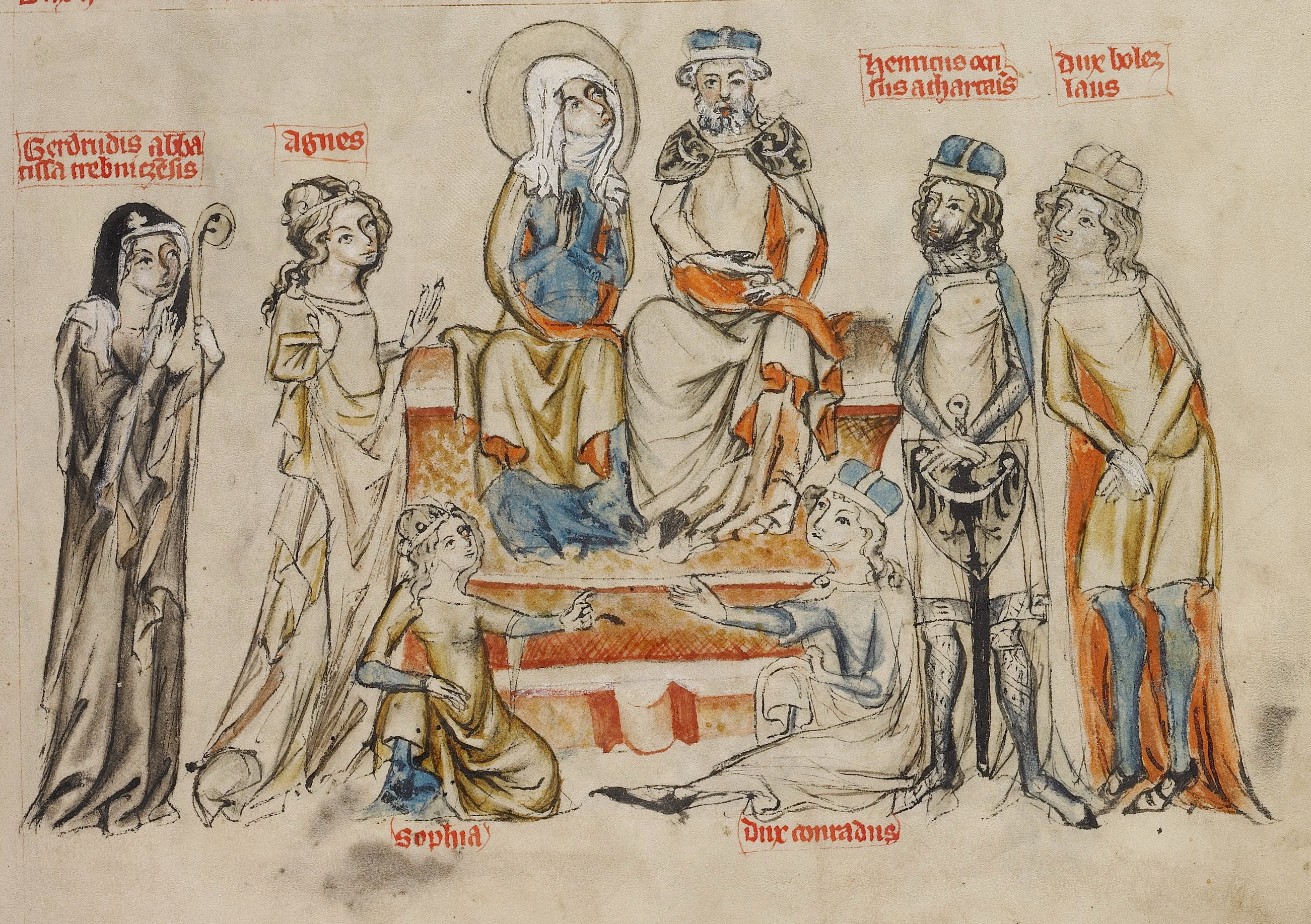
Henrik I avbildad tillsammans med sin hustru Hedvig av Andechs och familjen, 1300-talsillustration ur S:ta Hedvigslegenden.

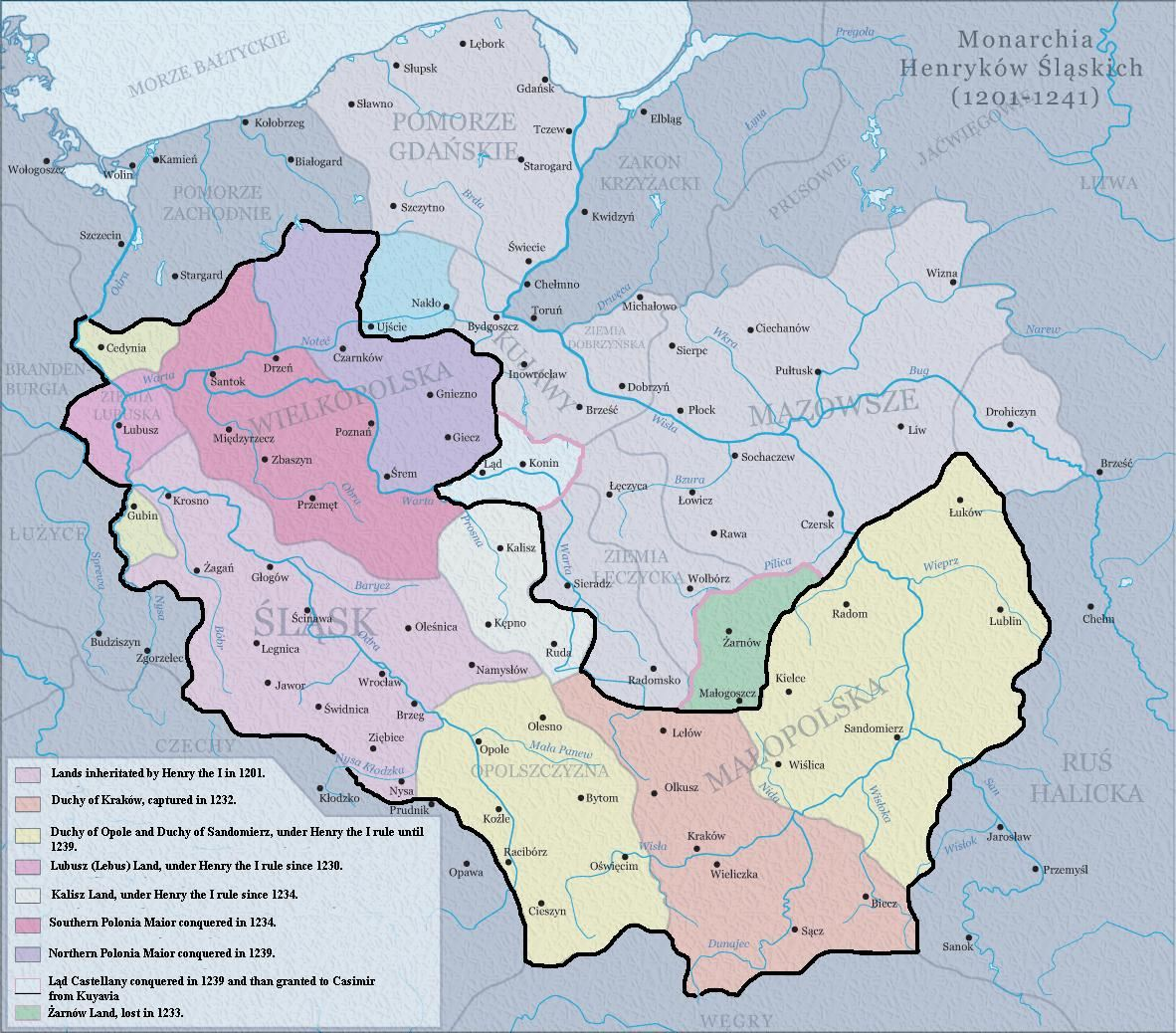
Henrik I:s storhertigdöme

Henrik I av Schlesien, även kallad Henrik I av Polen, Henrik den skäggige, polska: Henryk I Brodaty, tyska: Heinrich I. von Schlesien eller Heinrich der Bärtige, född omkring år 1165 i Głogów, död 19 mars 1238 i Krosno Odrzańskie, var hertig av Schlesien från 8 december 1201 till sin död och från 1232 även senior storhertig av Polen. 

## Biografi
Henrik I tillhörde den schlesiska grenen av huset Piast och var fjärde son till hertig Boleslav I av Schlesien och hans andra hustru Kristina. Hans äldre halvbror Jaroslav av Opole från Boleslavs första äktenskap gavs en kyrklig karriär, eventuellt genom Kristinas påverkan, och när Henriks övriga äldre bröder dog blev han därför ensam arvinge till hertigdömet Schlesien. Omkring 1186 gifte Henrik sig med Hedvig av Andechs, vilket gav honom släktband med Böhmens, Ungerns, Tysk-romerska rikets och Frankrikes regerande kungahus. 
När Henriks far Boleslav avled 8 december 1201 blev Henrik regerande hertig av Schlesien. Kort efter tillträdet attackerades han av sin farbror Mieszko I, hertig av Racibórz, som tillskansade sig Opole. Genom ingripande av ärkebiskop Henrik av Gniezno och biskop Cyprian av Wrocław kunde dock Henrik I förmå Mieszko att avstå sina övriga anspråk. 
Henrik förhöll sig neutral i kampen om den tyska kejsarkronan mellan huset Hohenstaufen och huset Welf.
Efter Władysław III av Polens oväntade död 1232 kunde Henrik I göra sina anspråk på Storpolen gällande och kunde samma år inta Kraków och utropa sig till senior storhertig av Polen, i strid mot rivalen Konrad av Masovien.
Henrik I:s regeringstid kännetecknades bland annat av en stor inflyttning av tysktalande kolonisatörer, och städerna Goldberg (Złotoryja), Neumarkt (Środa Śląska) och Löwenberg (Lwówek Śląski) gavs stadsprivilegier enligt Magdeburgrätten under hans regering. Tillsammans med hustrun Hedvig av Andechs lät han grunda cisterciensnunneklostret i Trebnitz (Trzebnica) och stödde grundandet av cisterciensklostret i Henryków. Henrik kom dock att exkommuniceras 1237 på grund av sin vägran att godkänna kyrkans krav på immunitet. Han stred även mot biskoparna av Breslau om rätten till tiondet från de tyska bosättarna.
Henrik I avled i Crossen an der Oder (Krosno Odrzańskie) 19 mars 1238 och begravdes framför altaret i klostret i Trebnitz.

## Familj
Henrik I gifte sig 1186 med den sedermera helgonförklarade Hedvig av Andechs. Paret fick sju barn:
- Agnes (omkr. 1190 – 1214)
- Boleslav (omkr. 1191 – 1208)
- Henrik II "den fromme" (död 1241), hertig av Schlesien och storhertig av Polen
- Konrad (omkr. 1198 – 1213)
- Sofia (omkr. 1200 – 1214)
- Gertrud (omkr. 1200 – 1268), trolovad med pfalzgreve Otto av Wittelsbach, efter dennes död abbedissa i Trzebnicas kloster.
- ytterligare en son (omkr. 1208–17)